# Machmud Umarow
Machmud Biedałowicz Umarow (ros. Махмуд Бедалович Умаров; ur. 10 września 1924 w Ałma-Acie, zm. 25 grudnia 1961) – radziecki strzelec sportowy, dwukrotny medalista olimpijski, mistrz świata i Europy.
Podczas II wojny światowej był żołnierzem, a z zawodu pracował jako lekarz. Specjalizował się w strzelaniu z pistoletu dowolnego z 50 m. Brał udział w dwóch igrzyskach (IO 56, IO 60), na obu zdobywając medale. W 1956 był drugi, jednak po wyrównanej walce przegrał w dogrywce 24-26 z Penttim Linnosvuo (mieli taki sam wynik – 556 punktów, obydwaj ustanowili rekord olimpijski). Cztery lata później ponownie był drugi, tracąc do rodaka Aleksieja Guszczina 8 punktów. Srebrny medal zdobył jednak po dogrywce, a pokonał w niej 26-20 Yoshihisę Yoshikawę (obaj zdobyli 552 punkty). W tej konkurencji był także indywidualnym mistrzem świata (Moskwa 1958) i Europy (Mediolan 1959). Ponadto w 1955 roku, w strzelaniu z pistoletu centralnego zapłonu zdobył mistrzostwo Europy w Bukareszcie. Ustanowił przy tym także rekord świata (588 punktów). W drużynie zdobył złoto mistrzostw świata w pistolecie centralnego zapłonu (Caracas 1954), srebro w tej samej konkurencji cztery lata później (Moskwa 1958) i złoto w pistolecie dowolnym z 50 m (także w Moskwie).
W 1961 roku Umarow zniknął z życia publicznego. Zmarł w niewyjaśnionych do końca okolicznościach.